# Svižníci
Svižníci (Cicindelinae) jsou velká skupina brouků, významných predátorů hmyzu a jiných bezobratlých.

## Charakteristika
Dříve byli tito brouci klasifikováni jako samostatná čeleď Cicindelidae, ale v současné době jsou zařazováni jako podčeleď Cicindelinae čeledi Carabidae (střevlíkovití). Nejnovější klasifikace je zařazuje jako podskupinu v podčeledi Carabinae, ačkoliv to ještě nebylo šířeji akceptováno. Dosud nebylo dosaženo dohody kam tito brouci patří a to na všech úrovních od čeledi až po poddruhy a je mimořádně složité rozluštit taxonomickou literaturu týkající se této skupiny. Bylo rozpoznáno asi 2100 druhů a mnozí entomologové (taxonomisté) je klasifikují rozdílně výše nebo níže, podle svých zvyklostí.
Svižníci mají často velké vypouklé oči a velká zahnutá kusadla. Všechny druhy jsou predátory, jako dospělci i v larválním stadiu. Rod Cicindela je rozšířen kosmopolitně. Další známější jsou rody Megacephala, Omus, Amblycheila a Manticora. Zatímco členové rodu Cicindela jsou obvykle denními živočichy a zdržují se venku v největších vedrech, všichni příslušníci rodů Megacephala, Omus, Amblycheila a Manticora jsou aktivní v noci. V rodech Cicindela a Megacephala jsou často pestrobarevní brouci, zatímco ostatní rody jsou převážně jednobarevně černé.
Svižníci rodu Manticora jsou největšími představiteli podčeledi Cicindelinae. Žijí v pouštích Jižní Afriky.
Larvy svižníků žijí ve válcových norách, sahajících do hloubky asi jednoho metru pod zem. Na úrovni země se doupě rozšiřuje a svažuje směrem ke středu, takže hmyz který se dostane do tohoto trychtýře spadne dolů a stává se kořistí larvy. Někteří svižníci žijí na stromech, ale většina jich běhá po zemi. Brouci žijí na pobřeží moří a jezer, v písečných dunách a v hlinitých březích potoků.
Svižníci jsou považováni za jeden z indikátorů čistoty životního prostředí, které jsou zmiňovány v ekologických studiích. Patří také k nejrychleji se pohybujícím zástupcům hmyzu (mimo létající formy), dosahující rychlosti pohybu v rozmezí 9 až 13 km/h.

## Rody
- Amblycheila  Say, 1830
- Cicindela Linnaeus, 1758
- Megacephala Latreille, 1802
- Omus Eschscholtz, 1829

## Fotogalerie

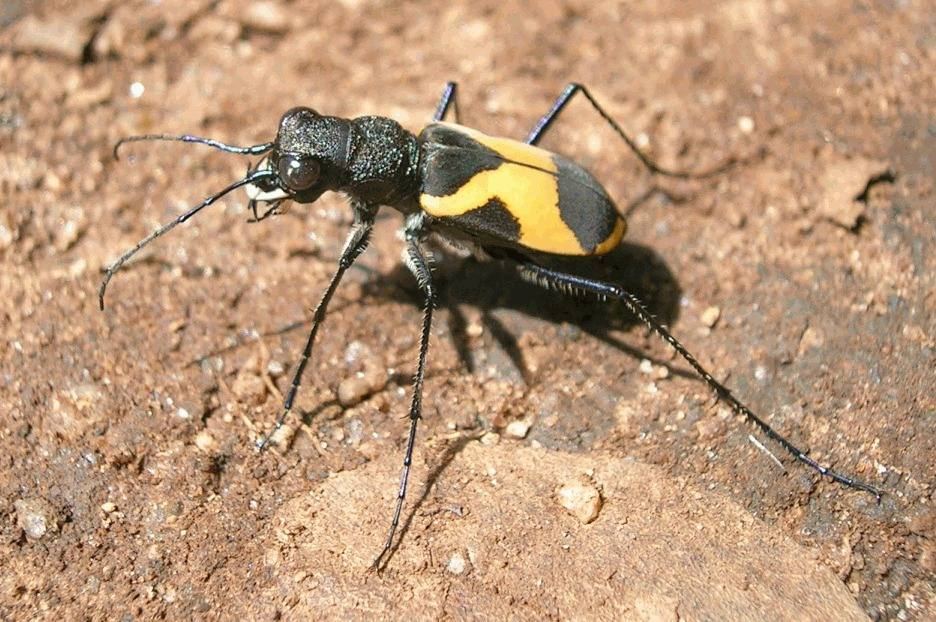
Cicindela aurofasciata z Indie
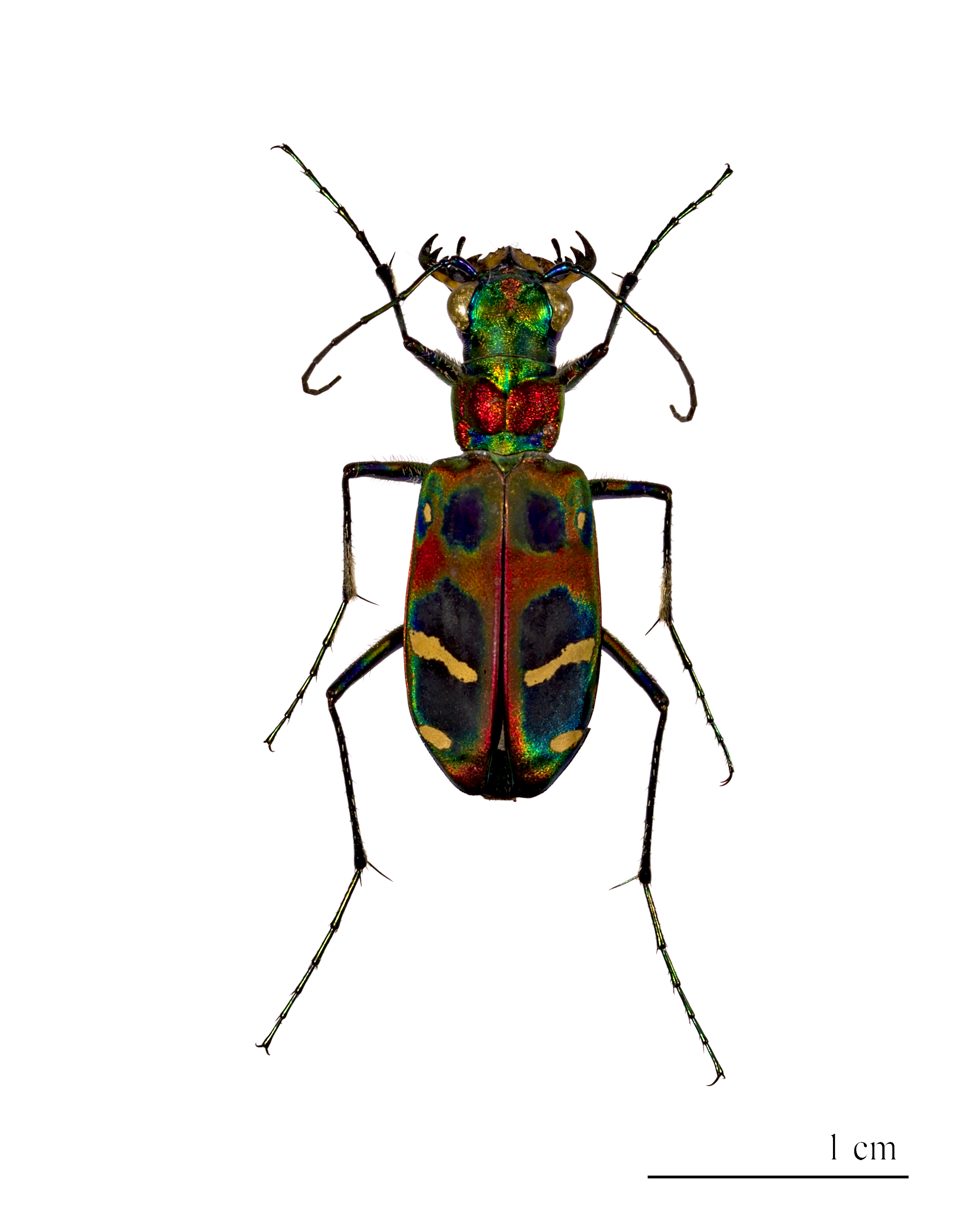
Cicindela chinensis
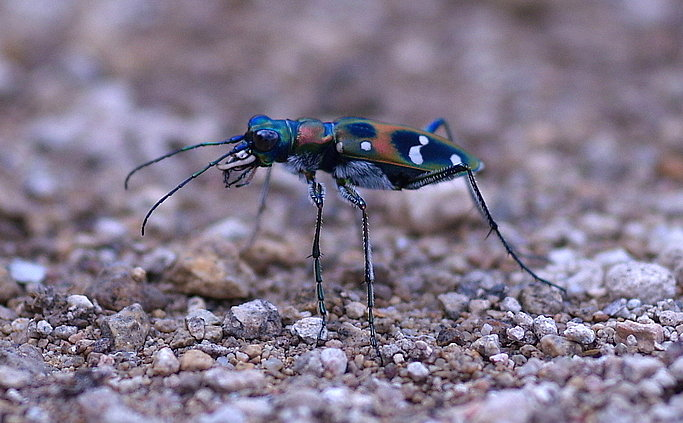
Cicindela japonica
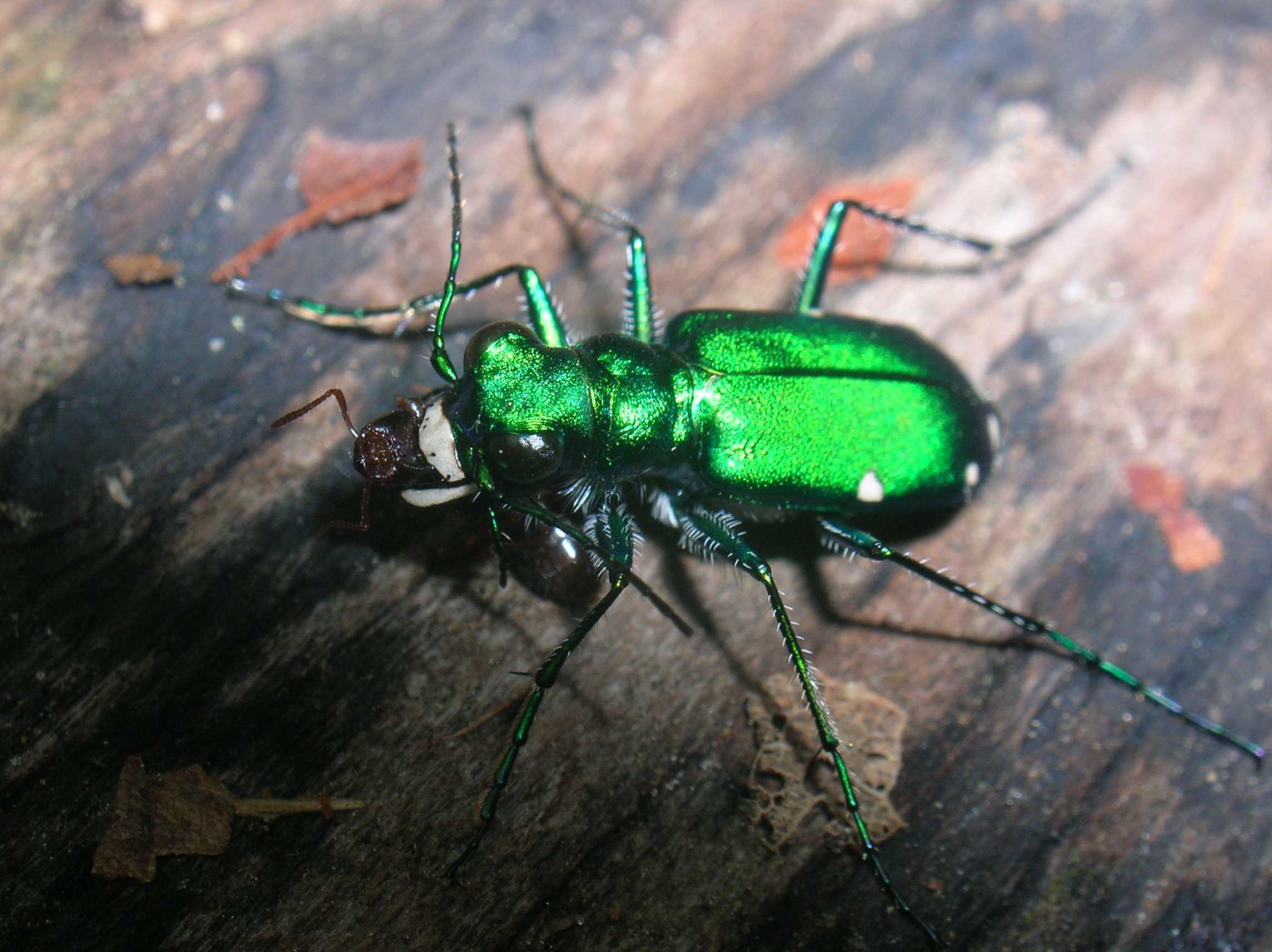
Cicindela sexguttata